# Cadea palirostrata
Cadea palirostrata är en ödleart som beskrevs av  Mary Cynthia Dickerson 1916. Cadea palirostrata ingår i släktet Cadea och familjen Cadeidae. Inga underarter finns listade i Catalogue of Life.